# Paranonychidae
Paranonychidae is een familie van hooiwagens met negen geslachten en 33 beschreven soorten.

## Taxonomie
Paranonychidae Briggs, 1971 
(= Nippononychinae Suzuki, 1975, Sclerobuninae Dumitrescu, 1976, Kaolinonychinae Suzuki, 1975)
- Izunonychus Suzuki, 1975
- Kainonychus Suzuki, 1975
- Kaolinonychus Suzuki, 1975
- Metanippononychus Suzuki, 1975
- Metanonychus Briggs, 1971
- Nippononychus Suzuki, 1975
- Paranonychus Briggs, 1971 (= Mutsunonychus Suzuki, 1976)
- Sclerobunus Banks, 1893 (= Cyptobunus Banks, 1905)
- Zuma Goodnight & Goodnight, 1942